# Platysenta cervina
Platysenta cervina là một loài bướm đêm trong họ Noctuidae.